# Óscar Rodríguez Arnaiz
Óscar Rodríguez Arnaiz (Talavera de la Reina, Toledo, 28 de juny de 1998), conegut simplement com a Óscar, és un futbolista professional castellanomanxec que juga com a migcampista ofensiu pel CD Leganés i la selecció espanyola de futbol.

## Carrera de club

### Reial Madrid
Óscar va ingressar al planter del Reial Madrid CF el 2009, procedent del CD Los Navalmorales. Al principi de la temporada 2017–18 fou promogut al Reial Madrid Castella a Segona Divisió B.
Óscar va debutar com a sènior el 19 d'agost de 2017, jugant com a titular en una derrota per 1–2 a casa contra el CF Rayo Majadahonda. Va marcar el seu primer gol l'11 de novembre, el que va inaugurar el marcador en una victòria per 2–0 a fora contra el CCD Cerceda.
Óscar va debutar amb el primer equip el 28 de novembre de 2017, jugant com a titular en un empat 2–2 a casa contra el CF Fuenlabrada, a la Copa del Rei 2017-18. El següent 12 de juliol, després d'haver estat titular habitual en el Castilla de Santiago Solari va renovar el seu contracte fins al 2023.

#### Leganés (cedit)

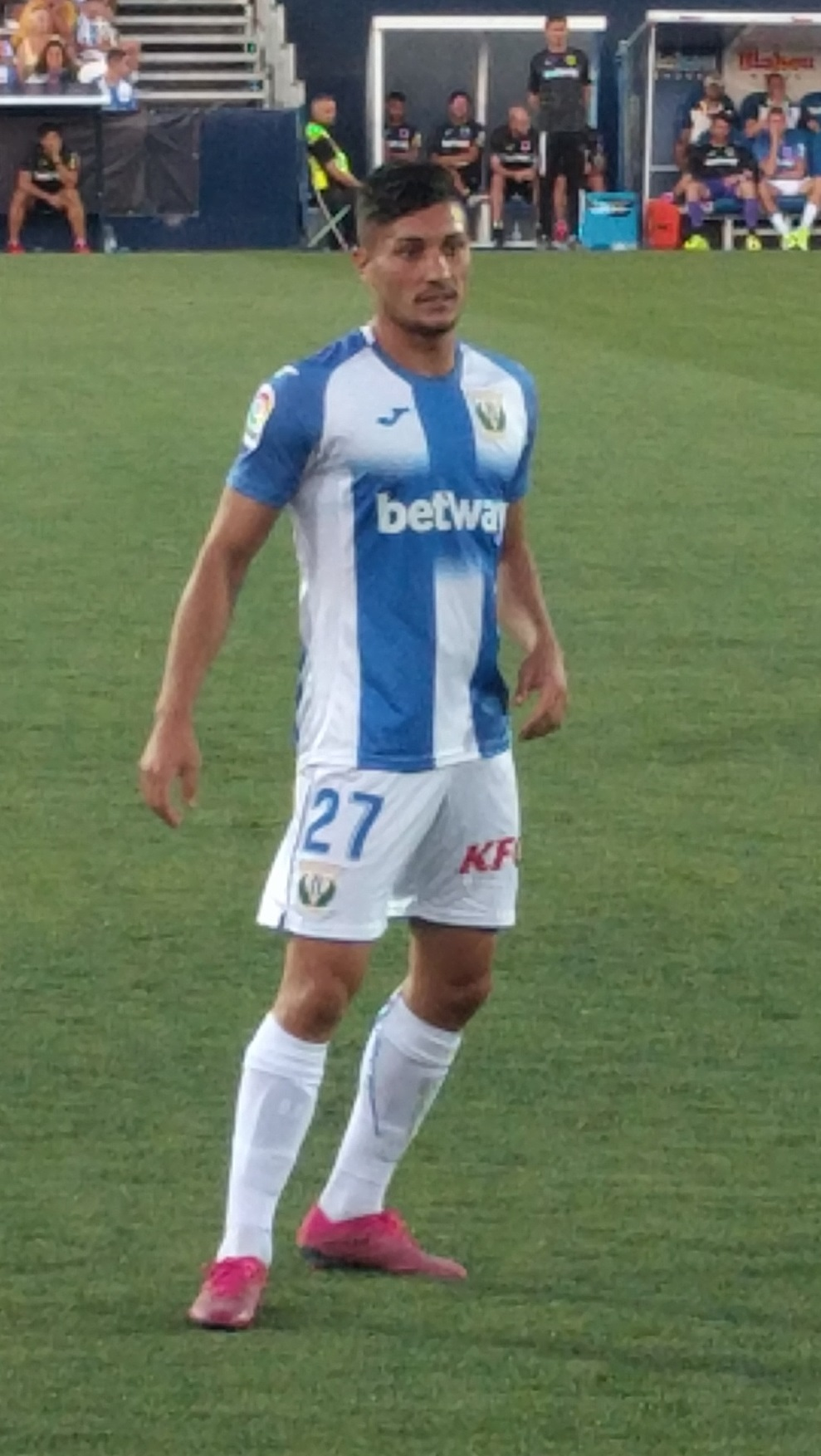
Óscar jugant amb el CD Leganés el 2019.

El 13 d'agost de 2018, Óscar fou cedit al CD Leganés de La Liga per la temporada 2018-19, i li fou assignat el dorsal 27. Va debutar amb el club el 16 de setembre, substituint Diego Rolán en una derrota per 0–1 a casa contra el Vila-real CF.
Óscar va marcar el seu primer gol a primera divisió el 26 de setembre de 2018, el de la victòria en un 2–1 a casa contra el FC Barcelona. El 31 de maig de 2019, després de quatre gols en 30 partits de lliga, la seva cessió es va ampliar un any més.
Óscar va acabar la temporada 2019–20 com a màxim golejador del Leganés amb nou gols, però no va poder evitar el descens de l'equip.

### Sevilla
L'estiu de 2020, va fitxar pel Sevilla FC per 13.5 milions d'euros.

#### Cessió al Getafe
El 17 de gener de 2022, el Getafe va anunciar que rebria Óscar cedit fins al final de la temporada 2021–22.

#### Cessió al Celta
El 8 de juliol de 2022, el Celta va anunciar que Óscar hi arribaria cedit per jugar-hi la temporada 2022–23.

#### Segona cessió al Getafe
L'1 de setembre de 2023, Óscar va retornar al Geta cedit per la temporada 2023–24.

### Retorn al Leganés
L'11 d'agost de 2024, Óscar va retornar al Leganés, amb un traspàs gratuït.

## Internacional
Després d'haver representant Espanya en categories sub-17, sub-19, sub-20 i sub-21, Óscar fou convocat per primer cop amb la selecció absoluta el 20 d'agost de 2020, per dos partits de la Lliga de les Nacions de la UEFA contra Alemanya i Ucraïna. Va debutar-hi en el darrer partit, en un empat 1-1 a fora de casa.